# Sphecodes washingtoni
Sphecodes washingtoni är en biart som beskrevs av Cockerell 1904. Sphecodes washingtoni ingår i släktet blodbin, och familjen vägbin. Inga underarter finns listade i Catalogue of Life.